# Zalman Aran
Zalman Aran (en hebreo: זלמן ארן, nacido como Zalman Aharonowitz el 1 de marzo de 1899, falleció el 6 de septiembre de 1970) fue un sionista activista, profesor y político israelí.

## Biografía
Zalman Aharonowitz nació en 1899 en Yuzovka, ciudad del Imperio ruso (hoy Donetsk, en Ucrania). Recibió su educación religiosa en una cheder. Más tarde estudió agricultura en Járkov. En su juventud, fue activo en el grupo Juventud de Sion. En 1917 se convirtió en un miembro del Comité de las Organizaciones de Autodefensa del grupo. Trabajó como profesor y como estadístico de 1918 a 1923. En 1920, después de dividir el partido, se unió a los sionistas socialistas, y fue miembro de su Comité Central en secreto desde 1924 hasta 1925.
En 1926 emigró al Mandato Británico de Palestina, donde se incorporó al Partido de la Unidad del Trabajo. Trabajó en la construcción de carreteras. En 1930, después de la creación de Mapai, fue nombrado su secretario general en Tel Aviv. De 1936 a 1947 trabajó en el Comité Ejecutivo de la Histadrut como Tesorero y Director de la Oficina de Información, y fue uno de los fundadores de la "Escuela de los activistas de la Histadrut". También pasó a ser miembro del Comité Ejecutivo sionista en 1946.
En 1949 fue elegido miembro de las seis primeras Knésets. Fue presidente de Relaciones Exteriores y Defensa, y miembro del Comité de la Cámara. En 1953 ocupó el cargo de Ministro sin cartera y, en 1954, el de Ministro de Transporte. De 1955 a 1960, y de nuevo de 1963 a 1969 fue Ministro de Educación y Cultura.
Como Ministro de Educación, introdujo la "identidad judía" y la "tradición judía" en el plan de estudios y promovió la expansión de la educación técnica. En 1955, la Knéset aceptó su programa de reforma para el sistema de educación de Israel y sus exigencias para un título de enseñanza secundaria, así como la extensión de la educación obligatoria de la ley de Israel de 14 a 16. Él también promovió la "integración" de los niños de diferentes orígenes en las mismas escuelas de Israel para acelerar el crisol ideal y reducir las brechas socioeconómicas en la sociedad israelí, incluyendo el desarrollo de actividades recreativas para los residentes de la ciudad.
Como ministro del Gobierno en 1967, que inicialmente apoyó la posición mayoritaria que buscó una solución diplomática de Egipto en el cierre de los Estrechos de Tirán, en lugar de un ataque preventivo, que él también sintió que planteaba un gran riesgo para el país y la para la Fuerza Aérea Israelí. También se opuso a la ocupación de Jerusalén oriental.
Murió en 1970. La Escuela de Historia de la Universidad de Tel Aviv y la biblioteca central de la Universidad Ben Gurion del Negev llevan su nombre, así como varias escuelas en Israel.